# Viaducto Sfalassà
El viaducto Sfalassà es un viaducto de 254 metros de altura situado cerca de Bagnara Calabra, Calabria, Italia. El puente está localizado en la Autostrada A3 Napoli-Reggio Calabria y tiene un vano principal de 376 metros. Es el más alto y el puente de marco con el vano más largo en el mundo. A principios de 2012 estaba entre los 20 puentes más altos de cualquier tipo. Es el segundo puente más alto de Italia después del Viaducto Italia. El viaducto Sfalassà ganó el premio europeo CECM en 1970s.